# Halas-tó
A Halas-tó (lengyelül Morskie Oko, vagyis Tengerszem) a Magas-Tátra legnagyobb tava.

## Elhelyezkedése
A Halas-tó Lengyelország területén, Łysa Polanától néhány kilométerre, a Magas-Tátrában található, a Halastavi-völgyben, a Tátrai Nemzeti Park (TPN) területén. A gleccsertó 1393 méteres magasságban terül el, déli oldalát a Magas-Tátra Szlovákiához tartozó orma, a 2438 méter magas Menguszfalvi-csúcs határolja. A tótól keletre Lengyelország legmagasabb csúcsa, a Tengerszem-csúcs (2499 méter) magasodik. A Halas-tó a Tátra legnagyobb tava, területe nagyjából 34 hektár, mélysége 51 méter, ezzel a negyedik legmélyebb tó a hegységben.

## Megközelítése
A Halas-tó Lengyelország kedvelt kirándulócélpontja. Łysa Polanától körülbelül tíz kilométert kell megtenni, és nagyjából 400 méteres szintkülönbséget kell leküzdeni. A Łysa Polanánál található parkolóból gyalog vagy a helyiek által üzemeltetett lóvontatású szekéren lehet feljutni a tóhoz. 
Négy kilométerre a parkolótól az út elhalad a Mickiewicz-vízesés mellett. A fenyveseken, majd a törpefenyők sávján áthaladó út jelentős része aszfaltozott, néhány hurkot azonban meredek, korlátokkal övezett, nagy sziklákkal kirakott ösvényeken lehet levágni.
A Halas-tó megkerülhető, keleti partja felett, 1580 méter magasan egy másik állóvíz, a Fekete-tó (Czarny Staw nad Morskim Okiem) fekszik. Ez jóval kisebb (20,5 hektár), de mélyebb (76 méter).
A Halas-tó partján áll a Stanisław Staszicról elnevezett nagy turistaház, mely közvetlenül Zakopanéból elérhető országúton. Elődjét még 1823-ban építették, az út az 1900-as évek elején épült. A völgy igen népszerű, sűrűn látogatott turistaközpont. A 2008-as szezonban például egyes zsúfolt hétvégeken már 30 000 turista tett ide kellemes túrát. A legérdekesebb turistautak a Tengerszem-csúcsra, a Vadorzó-hágóba, a Miedziane-hágóba és az Opalonén keresztül a Lengyel-Öt-tó völgyébe vezetnek. A Halas-tó völgyzárlatánál találhatók a Lengyel-Tátra legnagyobb és legnehezebben mászható falai.

## Élővilága
A Halas-tó partján törpefenyő, berkenyefa, lucfenyő, havasi cirbolyafenyő és kárpáti nyírfa nő. A tóban pisztrángok élnek.

## Képgaléria

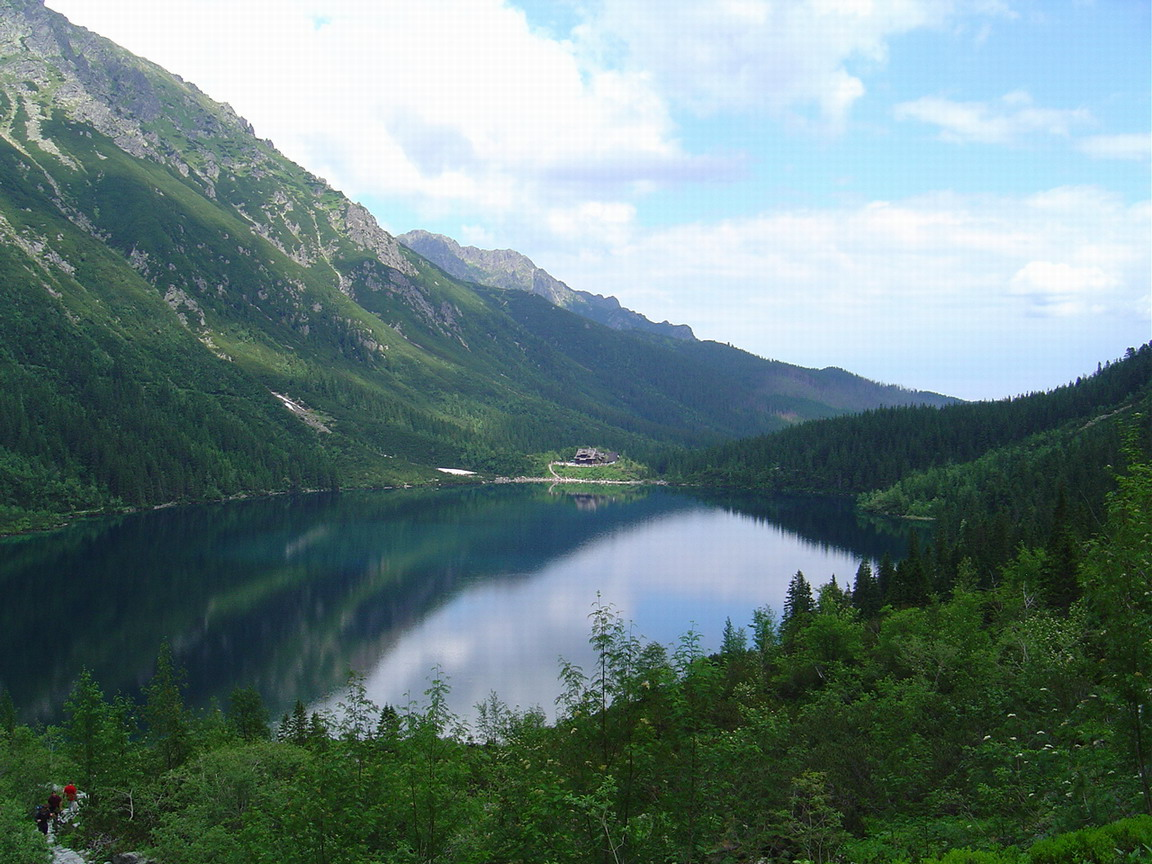
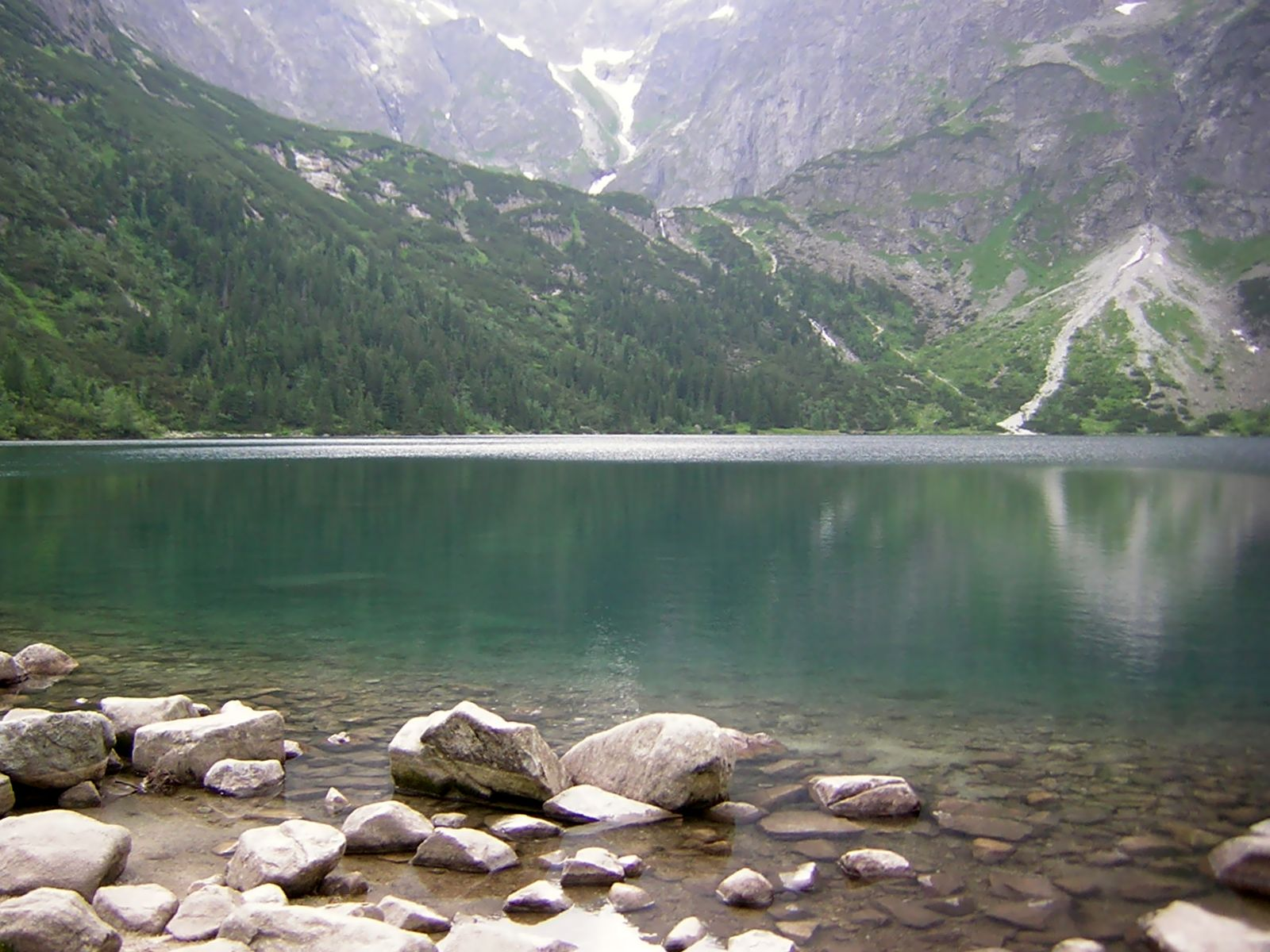
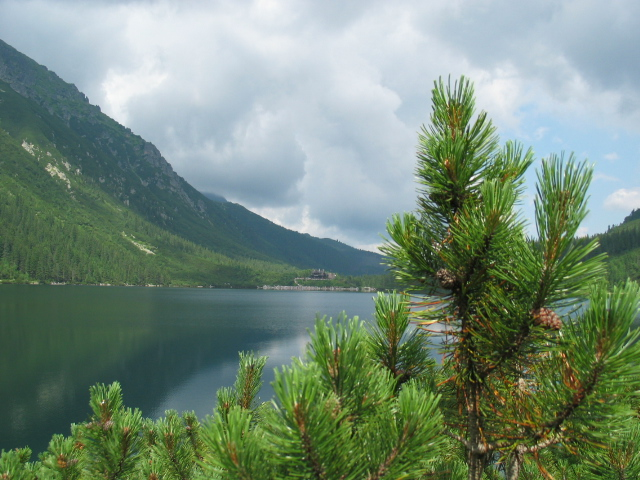
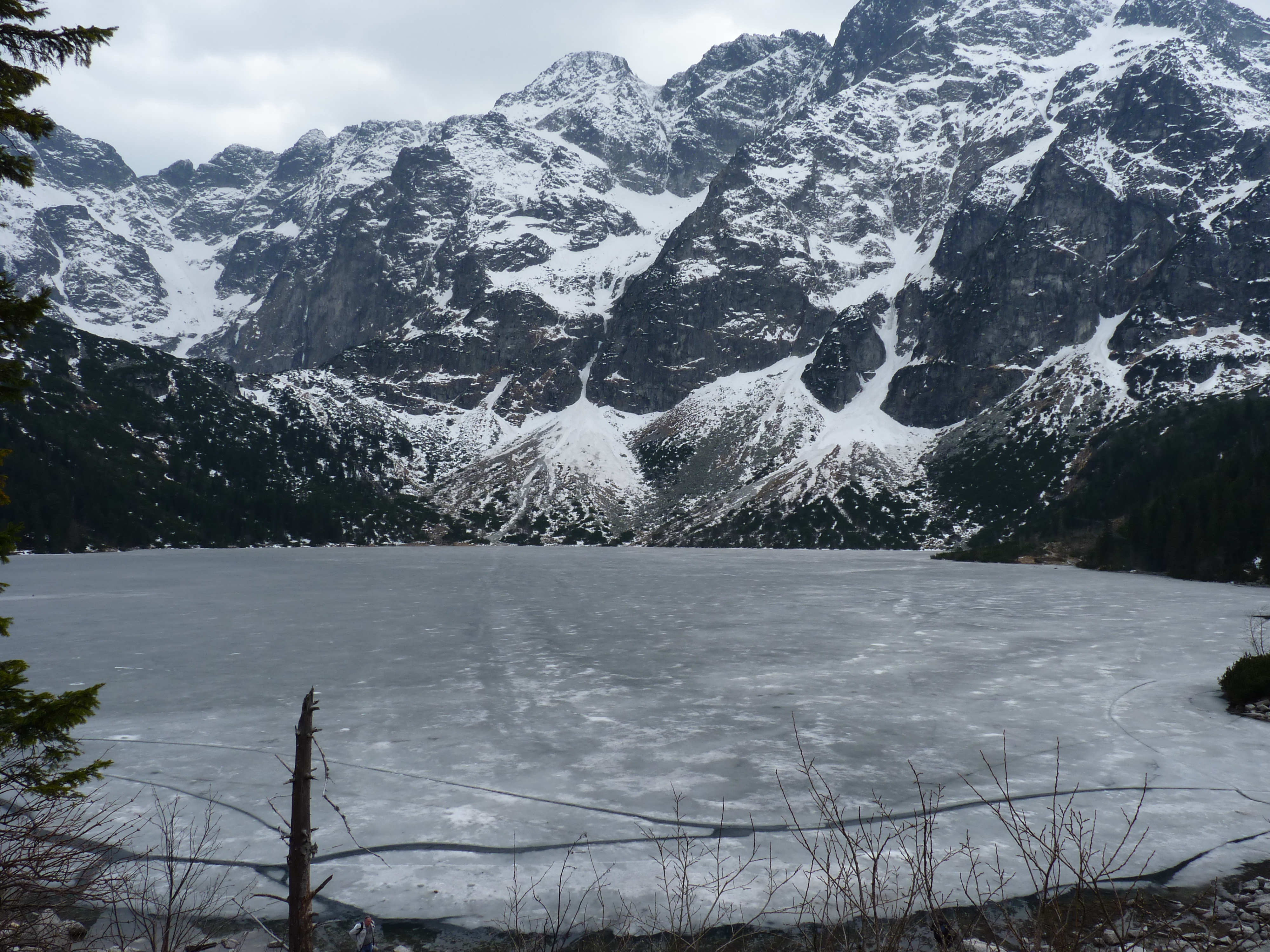
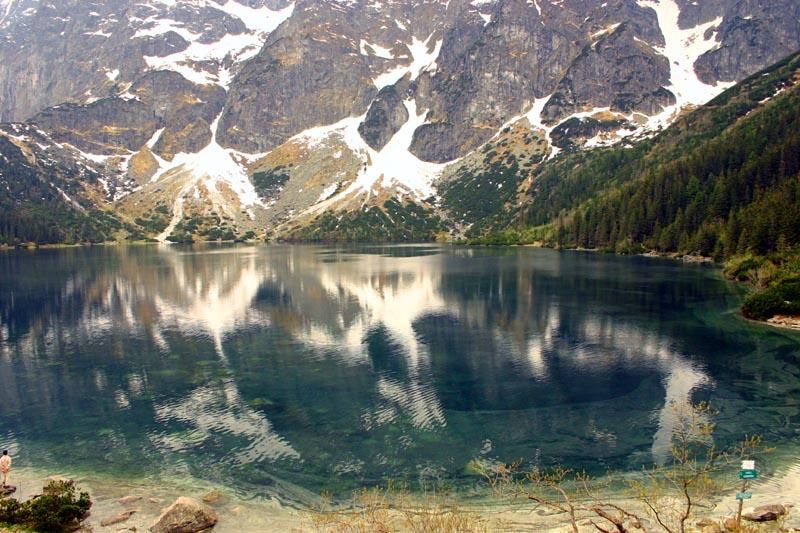
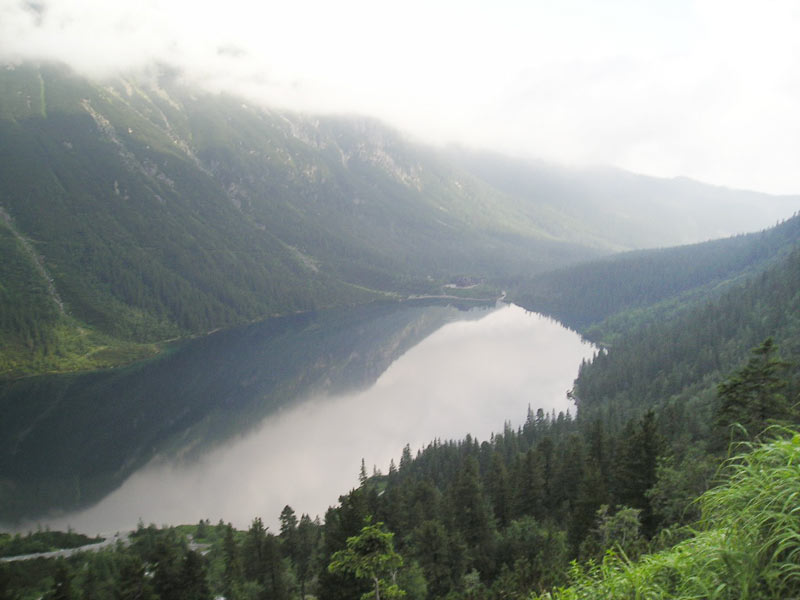
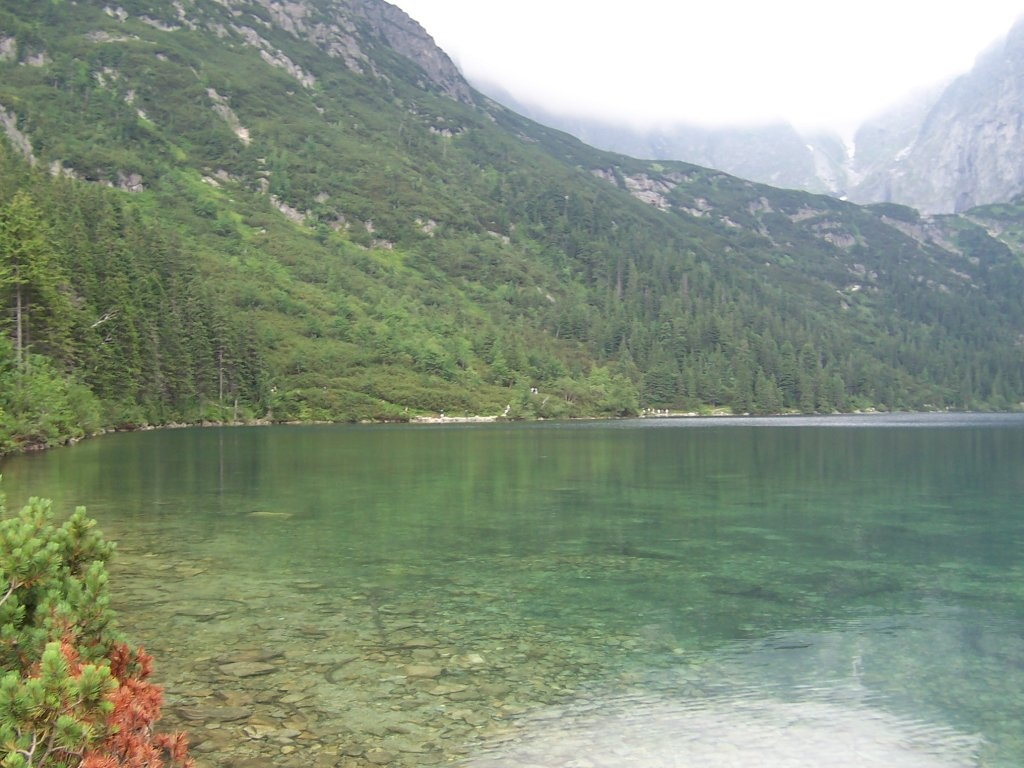